# Juniorvärldsmästerskapen i nordisk skidsport
Juniorvärldsmästerskapen i nordisk skidsport  hade premiär 1977. Tidigare hade det handlat om junioreuropamästerskap, med premiär 1968. Junioreuropamästerskapen återkom 1978, men från 1979 och framåt handlar det återigen om juniorvärldsmästerskap.

## Tävlingar
| - JEM 1968 – Morez, Frankrike - JEM 1969 – Bollnäs, Sverige - JEM 1970 – Gosau, Oberösterreich, Österrike - JEM 1971 – Nesselwang, Bayern, Västtyskland - JEM 1972 – Tarvisio, Italien - JEM 1973 – Kavgolovo, Ryska SFSR, Sovjet - JEM 1974 – Autrans, Frankrike - JEM 1975 – Lundo, Finland - JEM 1976 – Liberec, Tjeckien , Tjeckoslovakien - JVM 1977 – Sainte-Croix, Vaud, Schweiz - JEM 1978 – Murau, Steiermark, Österrike - JVM 1979 – Mont-Sainte-Anne, Québec, Kanada - JVM 1980 – Örnsköldsvik, Sverige - JVM 1981 – Schonach im Schwarzwald, Baden-Württemberg, Västtyskland - JVM 1982 – Murau, Steiermark, Österrike - JVM 1983 – Kuopio, Finland - JVM 1984 – Trondheim, Norge - JVM 1985 – Täsch, Valais, Schweiz - JVM 1986 – Lake Placid, New York, USA - JVM 1987 – Asiago, Italien | - JVM 1988 – Saalfelden am Steinernen Meer, Salzburg, Österrike - JVM 1989 – Vang, Norge - JVM 1990 – Štrbské Pleso, Slovakien , Tjeckoslovakien/Les Saisies, Frankrike - JVM 1991 – Reit im Winkl, Bayern, Tyskland - JVM 1992 – Maribor, Slovenien - JVM 1993 – Harrachov, Tjeckien - JVM 1994 – Breitenwang, Tyrolen, Österrike - JVM 1995 – Gällivare, Sverige - JVM 1996 – Asiago, Italien - JVM 1997 – Canmore, Alberta, Kanada - JVM 1998 – Sankt Moritz, Graubünden, Schweiz - JVM 1999 – Saalfelden am Steinernen Meer, Salzburg, Österrike - JVM 2000 – Štrbské Pleso, Slovakien - JVM 2001 – Karpacz, Polen - JVM 2002 – Schonach im Schwarzwald, Baden-Württemberg, Tyskland - JVM 2003 – Sollefteå, Sverige - JVM 2004 – Stryn, Norge - JVM 2005 – Rovaniemi, Finland - JVM 2006 – Kranj, Slovenien - JVM 2007 – Tarvisio, Italien | - JVM 2008 – Malles Venosta, Italien/Zakopane, Polen - JVM 2009 – Štrbské Pleso, Slovakien/Praz de Lys, Frankrike - JVM 2010 – Hinterzarten, Baden-Württemberg, Tyskland - JVM 2011 – Otepää, Estland - JVM 2012 – Erzurum, Turkiet - JVM 2013 – Liberec, Tjeckien - JVM 2014 – Val di Fiemme, Italien - JVM 2015 – Almaty, Kazakstan - JVM 2016 – Râșnov, Rumänien - JVM 2017 – Park City, Utah, USA - JVM 2018 – Goms, Schweiz - JVM 2019 – Lahtis, Finland - JVM 2020 – Oberwiesenthal, Tyskland - JVM 2021 – Vuokatti och Lahtis, Finland - JVM 2022 – Zakopane, Polen - JVM 2023 – Whistler, Kanada - JVM 2024 – Planica, Slovenien - JVM 2025 – Lake Placid, USA/Schilpario, Italien |

### Fotnoter
1. ↑  Almaty on its way to the top (engelska)
2. ↑  FIS Council Decisions at November 2013 Meeting Arkiverad 26 mars 2014 hämtat från the Wayback Machine. (engelska)